# 覃修典
覃修典（1909年10月26日—1994年10月9日）原籍湖北省蒲圻县，生于湖北武昌，中华人民共和国水利学家。

## 生平
1932年，覃修典毕业于国立清华大学土木工程系，获得工学士学位。同年，出任天津整理海河委员会助理工程师。1933年，考取国立清华大学公费留美研究生。从1934年到1935年，覃修典在美国麻省理工学院学习，获得土木工程学系水利专业硕士学位。1935年到1936年，覃修典在美国垦务局、依阿华大学研究生部、田纳西流域管理局实习。1936年，在德国柏林工业大学学习。
1937年到1940年，覃修典历任国立清华大学、国立西南联合大学讲师、副教授、教授。1940年到1941年，任四川龙溪河水电工程处工程师。1941年到1942年，任腾冲叠水河水电工程处副主任。1942年到1943年，任国民政府经济部水利实验处石门试验室主任兼中央工专教授。1943年到1945年，任资源委员会西宁北川水电工程处主任。1945年到1946年，任四川龙溪河上清渊硐水电站公务所主任。1946年到1948年，任资源委员会水电总处主任工程师、规划组组长。1948年到1949年，任资源委员会福建省古田溪水电工程筹备处主任。
1949年到1954年，任福建省水利处副处长、水利局副局长、福建省人民委员会委员，兼任古田溪水电工程处主任。1954年2月到10月，任黄河规划委员会梯级开发规划组组长。1954年到1956年，任华东水电工程局副局长、上海水电勘测设计院总工程师、副院长。1956年，任中华人民共和国电力工业部水电科学研究院院长。1958年到1983年，任中国水利水电科学研究院副院长。1983年起，担任中国水利水电科学研究院咨询委员。
1980年代，覃修典参加三峡工程专题论证，任电力组专家、综合规划与水位组顾问。覃修典在一份书面意见中指出，“三峡如果没有上游工程补偿调节，三峡本身库容相对很小，调蓄能力很低。这种不稳定电力要大范围长距离输送，质量上是难以保护的。因此不宜早上，大上。”覃修典是拒绝在三峡工程最后的论证结论上签字的人之一。未在最后论证结论上签字者有：
- 防洪论证组顾问：陆钦侃（水利电力部水利部规划局副总工程师）
- 防洪论证组专家：方宗岱（中国水利水电科学研究院咨询）
- 综合经济评价组专家：郭来喜（中国科学院国家计委地理研究所研究员）
- 综合经济评价组专家：黄元镇（中国水利水电建设工程咨询公司副董事长）
- 综合规划与水位组专家、综合经济评价组专家：何格高（国家计委中咨公司）
- 移民组专家：李玉光（国家土地管理局建设用地司总工程师）
- 移民组地方官员代表：廖文权（四川开县移民办公室主任）
- 生态与环境论证组顾问：侯学煜（中国科学院植物研究所研究员、全国人大常委会委员）
- 生态与环境论证组专家：陈昌笃（北京大学教授）
- 电力组专家、综合规划与水位组顾问：覃修典（中国水利水电科学研究院咨询）
- 电力组专家：伍宏中（中国水利水电规划设计院主任工程师）
- 电力组专家：程学敏（水利电力部外事司咨询）

1994年10月9日，覃修典在北京病逝。